# David Oganisián
David Gaguikovich Oganisián –en ruso, Давид Гагикович Оганисян– (Armavir, 12 de mayo de 1994) es un deportista ruso que compite en judo. Ganó una medalla de bronce en el Campeonato Europeo de Judo por Equipo Mixto de 2021.

## Palmarés internacional
| Campeonato Europeo por Equipo Mixto | Campeonato Europeo por Equipo Mixto | Campeonato Europeo por Equipo Mixto | Campeonato Europeo por Equipo Mixto |
| Año                                 | Lugar                               | Medalla                             | Categoría                           |
| ----------------------------------- | ----------------------------------- | ----------------------------------- | ----------------------------------- |
| 2021                                | Ufá (Rusia)                         | Medalla de bronce                   | Equipo mixto                        |